# M/V Xue Long 2
M/V Xuě Lóng 2 (förenklad kinesiska: 雪龙; traditionell kinesiska: 雪龍2; pinyin: Xuě Lóng 2 ("Snödraken 2") är en kinesisk isbrytare och polarforskningsfartyg. Hon byggdes på Jiangnanvarvet i Shanghai i Kina och levererades i juli 2019.
Xuě Lóng 2 är Kinas andra isbrytande forskningsfartyg i tidsordning efter M/V Xuě Lóng. 
Fartyget har ritats av Aker Arctic Technology i Helsingfors enligt ett kontrakt från 2012. Fartyget har ett deplacement på 14.300 ton och är 122,5 meter långt och 22,3 meter brett. Det ska utrustas med två 16-cylindriga och två 12-cylindriska Wärtsilä dieselmotorer. Isklassen är Polarklass PC3 och Xuě Lóng 2 är en dubbelbrytande isbrytare med möjlighet att bryta 1,5 meter tjock is.
Xuě Lóng 2 är beräknad för att ta sammanlagt 90 personer (besättning och forskare).